# Naši miláčkové
Naši miláčkové (s podtitulem Obrazkový život světců na Moravě zvláště ctěných) je jedno z nejznámějších děl moravského římskokatolického kněze Aloise Pozbyla, jenž jej vydal krátce po rozpadu Rakouska-Uherska roku 1919.

## Popis
Kniha pojednává o nejvíce ctěných světcích na Moravě. Autor zachycuje jejich životní osudy a přidá i nějaké ponaučení. Světci jsou uspořádáni podle abecedy, jediná Panna Maria začíná jako první. Alois Pozbyl vydal knihu vlastními náklady ve prospěch Apoštolátu sv. Cyrila a Metoděje. Kniha též obsahuje i obrázky a na konci životopisu každého světce je napsána krátká modlitba na jeho památku. Mimo to je v knize i církevní schválení od Ferdinanda Černíka, Karla Wisnara a Henricuse Geislera.